# T-Systems
 (août 2015).
Si vous disposez d'ouvrages ou d'articles de référence ou si vous connaissez des sites web de qualité traitant du thème abordé ici, merci de compléter l'article en donnant les références utiles à sa vérifiabilité et en les liant à la section « Notes et références ».
T-Systems est une ESN spécialiste des solutions d’infrastructure numérique et de sécurité pour les entreprises. Fondée en 2000, il s'agit d'une filiale de Deutsche Telekom, le géant de télécommunications allemand, qui détient également T-Mobile, opérateur de téléphonie mobile.

## Historique
Après l'acquisition de Debis Systemhaus en 2000, leader allemand dans les solutions numériques à l'époque, T-Systems est créée. T-Systems est ainsi né du regroupement de l’activité de services aux grandes entreprises du groupe Deutsche Telekom et des activités de services informatiques de Debis Systemhaus. En 2002, Telekom achète les parts restantes et regroupe l'activité de Debis Systemhaus entièrement sous le nom de T-Systems.
En 2006, T-Systems a acquis la société Gedas, filiale informatique du groupe Volkswagen. Cette acquisition a renforcé la position internationale de T-Systems, notamment dans le secteur automobile, consacrant son rôle majeur au sein de Deutsche Telekom. T-Systems est l’un des trois domaines d’activité stratégique de Deutsche Telekom.

## Métiers et activités
T-Systems emploie environ 37 500 personnes réparties dans plus de 20 pays . La majorité des employés est basée en Allemagne (60 %). T-Systems développe des solutions pour des clients de tous secteurs, télécommunications, industrie, services, finance, santé ou secteur public. Les services offerts par T-Systems recouvrent l’intégration de systèmes, l’infogérance, les services télécoms et les solutions destinées aux opérateurs internationaux, divisées en quatre spécialités :
- Digital : transformation numérique, solutions IA, IoT, Blockchain et ERP
- Cloud & Infrastructure : services de cloud computing (IaaS, PaaS...), modernisation IT, migration d'infrastructure
- Connectivité : solutions de télécommunication, de collaboration, 5G, SD-WAN
- Sécurité : cyber-sécurité, SOC, services de sécurité managés

### Open Telekom Cloud
Lancé en début de 2016, Open Telekom Cloud est la solution de cloud public de T-Systems qui complète son offre de Cloud Privé, de services managés et de services d'intégration. Cette solution est présentée comme une alternative européenne aux hyperscalers américains. En 2020, T-Systems annonce le partenariat avec l'Université de Stuttgart dans la gestion du super-calculateur "Hawk", le superordinateur européen le plus puissant. Il est rendu accessible aux clients T-Systems via Open Telekom Cloud.

### Actions pendant la pandémie de COVID-19
A la demande du gouvernement allemand, T-Systems, en collaboration avec SAP, a conçu la première application mobile européenne open-source pour tracer le contact entre les individus et détecter à temps une exposition au virus : Corona Warn App. L'application est lancée le 16 juin 2020 et a été téléchargée plus de 45 millions de fois en Allemagne.
En février 2022, l'OMS choisit T-Systems comme partenaire industriel pour développer une application qui validerait les certificats numériques de vaccination et de contraction du virus,.

## T-Systems France
T-Systems France, à l'image de sa maison mère est composée des deux branches « ICTO » (infogérance) et « SI » (intégration de systèmes). Différents services en découlent, allant des télécommunications à des solutions cloud comme le stockage et les plateformes DevOps.

### Plans sociaux
Tout comme les autres filiales de T-Systems, la business unit française se caractérise par une grande dépendance au groupe, qui connaît au long de son existence de nombreux plan sociaux dans une optique de limitation de pertes.
En septembre 2008, une réorganisation de la branche ICTO débouche sur un PSE concernant 50 collaborateurs. En septembre 2010, la filiale française, qui comptait moins de 1 600 collaborateurs en juillet, annonce un plan social prévoyant la suppression de 324 postes,.
En juin 2013, c'est au tour de la branche française SI (600 personnes) d'être cédée à la holding DACP (sociétés Effitic et Polymont) lors de la création de la filiale Novia Systems.
Entre 2010 et 2015, les effectifs de la société T-Systems France passent de 1600 salariés à 260 salariés (juin 2015). En mars 2015, T-Systems France annonce un projet de cession à la SSII Ausy des salariés de la branche SI Aerospace basée à Toulouse. Mécontents des conditions de la cession, les salariés se mettent en grève en juin 2015.
En 2017, un plan social est annoncé par le Groupe Deutsche Telekom, mais la branche française n'est pas concernée.